# Stajemy Jak Ojce
Stajemy Jak Ojce - album studyjny grupy Piorun, wydany w listopadzie 2004 roku przez wytwórnię Eastside. 

## Lista utworów
1. "Nadbużański Świt" - 03:13
2. "Już Nadszedł Czas" - 02:04
3. "Przywrócimy Stary Ład" - 02:36
4. "Stajemy Jak Ojce" - 03:29
5. "Władyka Podniebnych Burz" - 04:15
6. "Do Boju!" - 03:31
7. "Biały Rumak Bożyca" - 03:00
8. "Nam Ojczyzny Nie Wydrzecie" - 03:33
9. "Tu Się Urodzić, Walczyć... i Umrzeć" - 03:47
10. "Nadbużański Zmierzch" - 02:12
11. "Untitled (Outro)" - 01:55